# ITunes Festival: London 2011 (EP của Adele)
iTunes Festival: London 2011 là EP của ca sĩ-nhạc sĩ người Anh Adele phát hành năm 2011. Toàn bộ các ca khúc trong EP đã được thu trực tiếp tại iTunes Festival London 2011 tại The Roundhouse ở Luân Đôn, Anh, Vương quốc Anh.

## Danh sách bài hát
| STT | Nhan đề                    | Thời lượng |
| --- | -------------------------- | ---------- |
| 1.  | "One and Only"             | 5:43       |
| 2.  | "Don't You Remember"       | 4:13       |
| 3.  | "Rumour Has It"            | 3:48       |
| 4.  | "Take It All"              | 4:02       |
| 5.  | "I Can't Make You Love Me" | 3:34       |
| 6.  | "Rolling in the Deep"      | 5:21       |

## Xếp hạng
| Bảng xếp hạng (2011)       | Vị trí cao nhất |
| -------------------------- | --------------- |
| Album Pháp (SNEP)          | 112             |
| Album Ireland (IRMA)       | 45              |
| Album Anh Quốc (OCC)       | 74              |
| Album Hoa Kỳ Billboard 200 | 50              |

## Lịch sử phát hành
| Khu vực        | Ngày                | Dạng đĩa       | Hãng đĩa |
| -------------- | ------------------- | -------------- | -------- |
| Vương quốc Anh | 13 tháng 7 năm 2011 | Tải về nhạc số | XL       |